# St Helena Bay
Saint Helena Bay (Afrikaans: St. Helenabaai) est une colonie dans la municipalité de district de la côte ouest dans la province du Cap occidental en Afrique du Sud.
Surnommée par les locaux Agterbaai, la ville est située sur la rive de la baie, d'où elle tire son nom et se trouve à environ 150 km au nord du Cap, en Afrique du Sud. Il entoure les villes de Vredenburg et Paternoster, et est situé en face de Laaiplek.